# Acacia toondulya
Acacia toondulya är en ärtväxtart som beskrevs av O'leary. Acacia toondulya ingår i släktet akacior, och familjen ärtväxter. Inga underarter finns listade i Catalogue of Life.